# Nghiêm Xuân Tú
Nghiêm Xuân Tú (sinh ngày 28 tháng 8 năm 1988) là một cầu thủ bóng đá chuyên nghiệp người Việt Nam hiện đang thi đấu ở vị trí tiền vệ tấn công cho Becamex Bình Dương.

## Xuất thân
Nghiêm Xuân Tú sinh năm 1988 tại Hà Nội. Anh là con trai của danh thủ Nghiêm Xuân Mạnh, người từng có thời gian dẫn dắt Hòa Phát Hà Nội.

## Sự nghiệp
Nghiêm Xuân Tú trưởng thành từ lò đào tạo của Hòa Phát Hà Nội. Anh từng thi đấu cho đội bóng Hòa Phát V&V ở giải hạng Nhì quốc gia 2010, nhưng sau đó phải tạm nghỉ do phát hiện bị bệnh ung thư đại tràng. Sau khi đánh bại bệnh tật, Xuân Tú trở lại thi đấu "phủi" và trở thành hiện tượng tại các sân chơi bóng đá phong trào ở Hà Nội.
Đầu tháng 5 năm 2013, huấn luyện viên Mai Đức Chung đã mời anh về thử việc ở câu lạc bộ Thanh Hóa. Chỉ sau 4 ngày thử việc, anh đã được đội bóng xứ Thanh ký hợp đồng. Ngày 11 tháng 5 năm 2013, trong trận đấu Thanh Hoá tiếp Sông Lam Nghệ An trên sân Căng-xít-táp, Xuân Tú có trận đấu chuyên nghiệp đầu tiên trong sự nghiệp khi anh được tung vào sân ở phút 61 và chỉ mất 5 phút để ghi bàn thắng ấn định chiến thắng 2–1 cho đội chủ nhà. Kết thúc mùa 2013, anh có 13 lần ra sân ở V.League, chủ yếu là vào sân từ ghế dự bị. Sang mùa 2014, anh được đá chính nhiều hơn nhưng không để lại nhiều dấu ấn.
Gia nhập câu lạc bộ Than Quảng Ninh ở mùa 2015 chính là bước ngoặt lớn trong sự nghiệp của Tú. Ở đây, anh đã có cơ hội phát huy hết khả năng của mình. Tại vòng 24 V.League 2015, anh lập cú hat-trick đầu tiên trong sự nghiệp giúp Than Quảng Ninh đánh bại Sanna Khánh Hòa BVN 5–0 ngay tại Nha Trang. Giai đoạn 2015–2016 là quãng thời gian để lại nhiều ấn tượng trong sự nghiệp đá bóng của Xuân Tú. Ngoài việc giúp Than Quảng Ninh vô địch Cúp Quốc gia 2016, anh còn gặt hái được nhiều thành công cá nhân như danh hiệu Vua kiến tạo, lọt vào Đội hình tiêu biểu V.League hay Cầu thủ xuất sắc nhất câu lạc bộ. Cuối năm 2016, anh cũng trở thành cầu thủ Việt Nam đầu tiên được mời sang Đức thử việc trong màu áo 1. FC Kaiserslautern và Fortuna Düsseldorf.
Tại V.League 2018, Xuân Tú đã có 17 đường kiến tạo cho đồng đội lập công, đây là một con số kỷ lục trong lịch sử của giải đấu. Kỷ lục này cũng giúp anh có lần thứ 2 góp mặt trong Đội hình tiêu biểu của V.League 1.
Tháng 10 năm 2021, Xuân Tú chính thức chuyển sang thi đấu cho Bình Định.

## Cuộc sống cá nhân
Đầu năm 2014, Nghiêm Xuân Tú kết hôn với ca sỹ Phạm Thanh Thủy sau 10 tháng tìm hiểu. Hiện tại, cặp đôi đã có với nhau hai cậu con trai: Nghiêm Xuân Tùng (sinh năm 2014) và Nghiêm Xuân Tùng Anh (sinh năm 2018). Xuân Tú cũng là anh trai của Nghiêm Mạnh Hiếu (sinh năm 2004) đang thi đấu cho đội U-19 Hà Nội.
Ngoài sân cỏ, Xuân Tú còn được coi là 'biểu tượng thời trang' trong giới cầu thủ Việt Nam. Anh rất chỉn chu mỗi khi ra đường, luôn chăm chút để xuất hiện với hình ảnh đẹp nhất. Ngoài ra, anh thường xuyên được mời lên truyền hình bình luận bóng đá nhờ sự hoạt ngôn và có kiến thức chuyên sâu.

## Danh hiệu

### Câu lạc bộ
Than Quảng Ninh
- Cúp Quốc gia: Vô địch (2016)
- Siêu cúp Quốc gia: Vô địch 2017

Topenland Bình Định
- V.League 1: Hạng 3 (2022)
- Cúp Quốc gia: Á quân (2022)

### Cá nhân
- Đội hình tiêu biểu V.League 1: 2016, 2018